# Baloda
Baloda es una ciudad de la India en el distrito de Janjgir Champa, estado de Chhattisgarh.

## Geografía
Se encuentra a una altitud de 296 m s. n. m. a 162 km de la capital estatal, Raipur, en la zona horaria UTC +5:30.

## Demografía
Según estimación 2012 contaba con una población de 14 238 habitantes.